# BWR Waggonreparatur

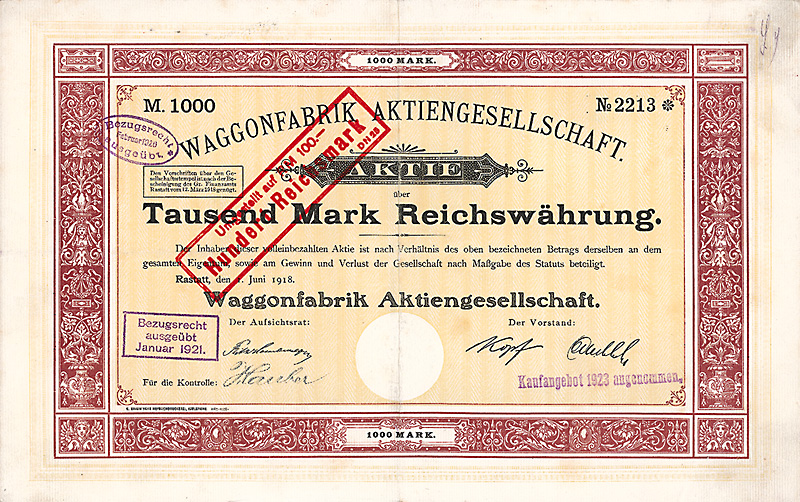
Aktie über 1000 Mark der Waggonfabrik AG in Rastatt vom 1. Juni 1918

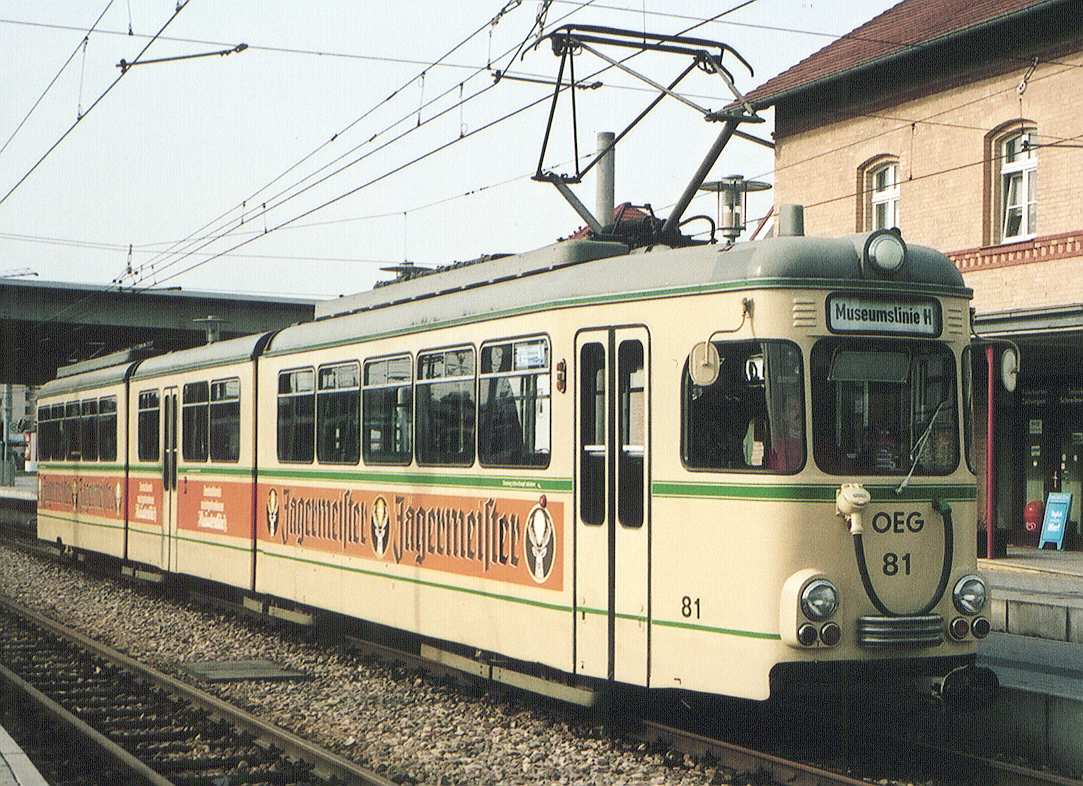
GT 8 der OEG, Baujahr 1963

Die BWR Waggonreparatur GmbH (gegründet 1897 als Waggonfabrik Rastatt) hat ihren Sitz in Rastatt, Baden-Württemberg.

## Geschichte
Das Unternehmen wurde 1897 gegründet und stellte hauptsächlich Eisenbahnwagen und Fahrzeuge für die Straßenbahn her. Bis zum Ersten Weltkrieg war ein Hauptabnehmer der Waggons die Großherzoglich Badischen Staatseisenbahnen, darüber hinaus wurden weitere staatliche und private Bahngesellschaften im In- und Ausland beliefert. Straßenbahnen wurden beispielsweise für die OEG, die Kleinbahn Pforzheim-Ittersbach, Verkehrsbetriebe Karlsruhe und die Straßenbahn Stuttgart hergestellt.
Nach der Übernahme der Aktienmehrheit durch Bauknecht wurde die Waggonfabrik 1971 in eine GmbH umgewandelt. Das Geschäftsfeld wurde von der Produktion weg und hin zu Reparatur und Umbau von Waggons verlagert. Nach mehreren Umfirmierungen und Übernahmen, auch wegen des Konkurses von Bauknecht, entstand schließlich die BWR Waggonreparatur GmbH.